# Yoshihide Kozai

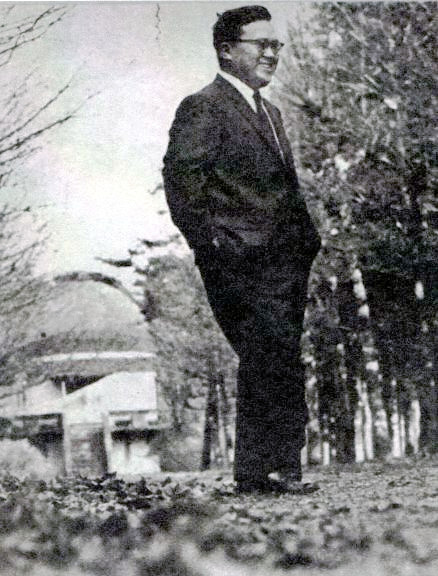
Yoshihide Kozai (1964)

Yoshihide Kozai (japanisch 古在 由秀, Kozai Yoshihide; * 1. April 1928 in Komagone, heute Toshima, Präfektur Tokio; † 5. Februar 2018) war ein japanischer Astronom, der sich mit Himmelsmechanik befasste.

## Leben und Wirken
Yoshihide Kozai machte seinen Abschluss an der Universität Tokio. Von 1958 bis 1962 war er Research Fellow am Smithsonian Astrophysical Observatory tätig. Dort beendete er seine Arbeit an der „Kozai-Gleichung“, die dann in den USA zur Berechnung von Umläufen künstlicher Satelliten benutzt wurde.
Mit Daten, die auf Unregelmäßigkeiten in der Umlaufbahn von Satelliten basierten, bestimmte er die geringen Abweichungen von der bis dahin symmetrisch angenommenen Gestalt der Erde mit hoher Genauigkeit. 1963 wurde er mit dem Asahi-Preis ausgezeichnet.
Er ist außerdem bekannt für die Entdeckung des Kozai-Effekts, gleichzeitig mit Michail Lwowitsch Lidow (1926–1993), wofür er den Preis der Japanischen Akademie der Wissenschaften von 1979 erhielt und 1980 deren Mitglied wurde.
1966 wurde Kozai Professor am Tōkyō Astronomical Observatory (seit 1988 Teil des National Astronomical Observatory of Japan), seit 1981 dessen Direktor.
Von 1988 bis 1991 war er als erster Japaner Präsident der Internationalen Astronomischen Union.
1989 erhielt er den Brouwer Award der American Astronomical Society. 2009 wurde er als Person mit besonderen kulturellen Verdiensten vom japanischen Staat ausgezeichnet.
1994 ging er als Direktor des National Astronomical Observatory in den Ruhestand.  Er starb am 5. Februar 2018 an Leberversagen.
Der am 23. Januar 1979 von William Liller (* 1927) am Cerro Tololo Inter-American Observatory entdeckte Asteroid (3040) Kozai wurde am 2. Juli 1985 nach ihm benannt.